# Bødker
En bødker - af nedertysk bodiker, afledt af bodik (= et kar) -  er en håndværker (træsmed), der laver tønder og fade af træstave. Bødkerfaget var udbredt i kystbyer frem til 1930'erne. 

## Arbejde og redskaber
Dertil anvendes særligt værktøj som høvle: Stryghøvl, betrækhøvl og krøs.
Bødkerens arbejdsplads har flere betegnelser: Blok, ankerblok, arbejdsblok, arbejdsklods, drittelblok, delle, dælling, eller samlebræt. Sidstnævnte udtryk er opsamlet af Dialektforskningsinstituttet ved Københavns Universitet i Haurum, Midtjylland.
Blokken er det underlag, bødkeren bruger, når han skal samle et kar, en tønde (beholder) eller en drittel, så emnet kommer op i passende højde. Blokken står ved siden af forbordet, således at han kan støtte emnet mod bordets kant, når han afpudser emnet med studser, ziehklinge eller andet værktøj og ved arbejdet med udarbejdshøvl eller krøs.
En af bødkerns høvle er en stryghøvl eller strygbænk en 75-300 centimeter lang høvl, der står på gulvet med sålen opad. Herpå stryger bødkeren stavene, det vil sige høvler dem på kanten. I dialekt er ordet anvendt om almindelig rubank. En anden er en krøs, der anvendes til at udforme den not, som bund eller dæk skal sidde fast i. Betrækhøvl (vistnok det mest anvendte udtryk) eller betrækkehøvl er en særlig form for bugthøvl med op til 50 centimeter lange håndtag og et henved 10 centimeter bredt jern. Den bruges til afpudsning af ydersiden på kar, tønder og baljer under samlingen, efter at stavene er rejst. Derfor de lange greb. Subsidiært anvendes ziehklinge.
Bødkeren bruger forskellige båndknive. Den, hvor det ene håndtag er bøjet nedad i en vinkel, og det andet sidder parallelt med bladet, kaldes en studser. De findes i både højre- og venstreudgaver, til "højremænd" eller "venstremænd", der ikke er afhængigt af, om svenden er højre- eller venstrehåndet, men af oplæring.
Studseren er brugt til afpudsning af den indvendige (skrå) rand på stavene.
Bødkere bruger ligeledes bindtblok eller bindteblok. Første led er formentlig samme ord som nedertysk (frisisk) bynt, hollandsk bint, egentlig forbindelsesbjælke; samme ord som tysk binde; beslægtet med "bind", jævnfør bindøkse.
Bindtblokken er en 1,5-2 meter høj kegleformet jerncylinder, som på bødkerværksteder anvendes til at "bindte", det vil sige forme, de koniske tøndebånd over, så de får samme smig som de tønder og kar, de skal sættes ned over. Hvis ikke bødkeren anvender bindteblok ved arbejdet, står han ved en ambolt, der kaldes spærhage i Vendsyssel og andre steder i Jylland; optegnet af Dialektforskningsinstituttet på Københavns Universitet.
Slæger eller drivholt er et træstykke, foroven formet som et rundt greb med en jernring, forneden bredt, på den ene side ofte mere eller mindre konkavt og forsynet med en slæg(g)ering. De anvendes til neddrivning at tøndebånd.
Både i Danmark og i Norge kendes eksempler på bødkerarbejde i yngre romersk jernalder (160-375 e.Kr.), hvorfra den ældste høvl stammer. Det må formodes, at også et værktøj, der minder om stryghøvlen, har været kendt på denne tid. Siden den tid er bødkerarbejde forekommet i mangfoldige sammenhænge.

## Efternavn
Bødker forekommer også som efternavn, ikke mindst på engelsk (Cooper), hvor der er sket en sammenblanding med gammelengelsk coper, fra cyprium (= bronze)  og tysk, hvor der er mange ulige stavemåder, deriblandt Fassbinder, Fassbender, Vassbender og Fassbindler. 